# Biografielijst Hw

## Hwa
- Hwang Jin-woo (1983), Zuid-Koreaans autocoureur
- Hwang Sun-woo (2003), Zuid-Koreaans zwemmer
- Hwang Young-cho (1970), Koreaans langeafstandsloper